# Lalo, Mignonac et Poinsard
LMP is een historisch Frans motorfietsmerk.
LMP: Ets. Mignonac, Romainville, Seine (1921-1931).
Frans merk (Lalo, Mignonac et Poinsard) dat goede motorfietsen met eigen 173- en 248 cc tweetaktmotoren bouwde, maar daarnaast ook zij- en kopkleppers van 247-, 347- en 497 cc. LMP leverde ook blokken aan andere merken, zoals Marc, La Française-Diamant, Utilia en CP-Roleo.